# Malšín (hrad)
Malšín (též Čbán) je zaniklý hrad na vrcholu Malého Špičáku asi 1 km jihovýchodně od osady Čbán nedaleko Úněšova v okrese Plzeň-sever. Dochovaly se z něj pouze příkop a zbytky opevnění.

## Historie

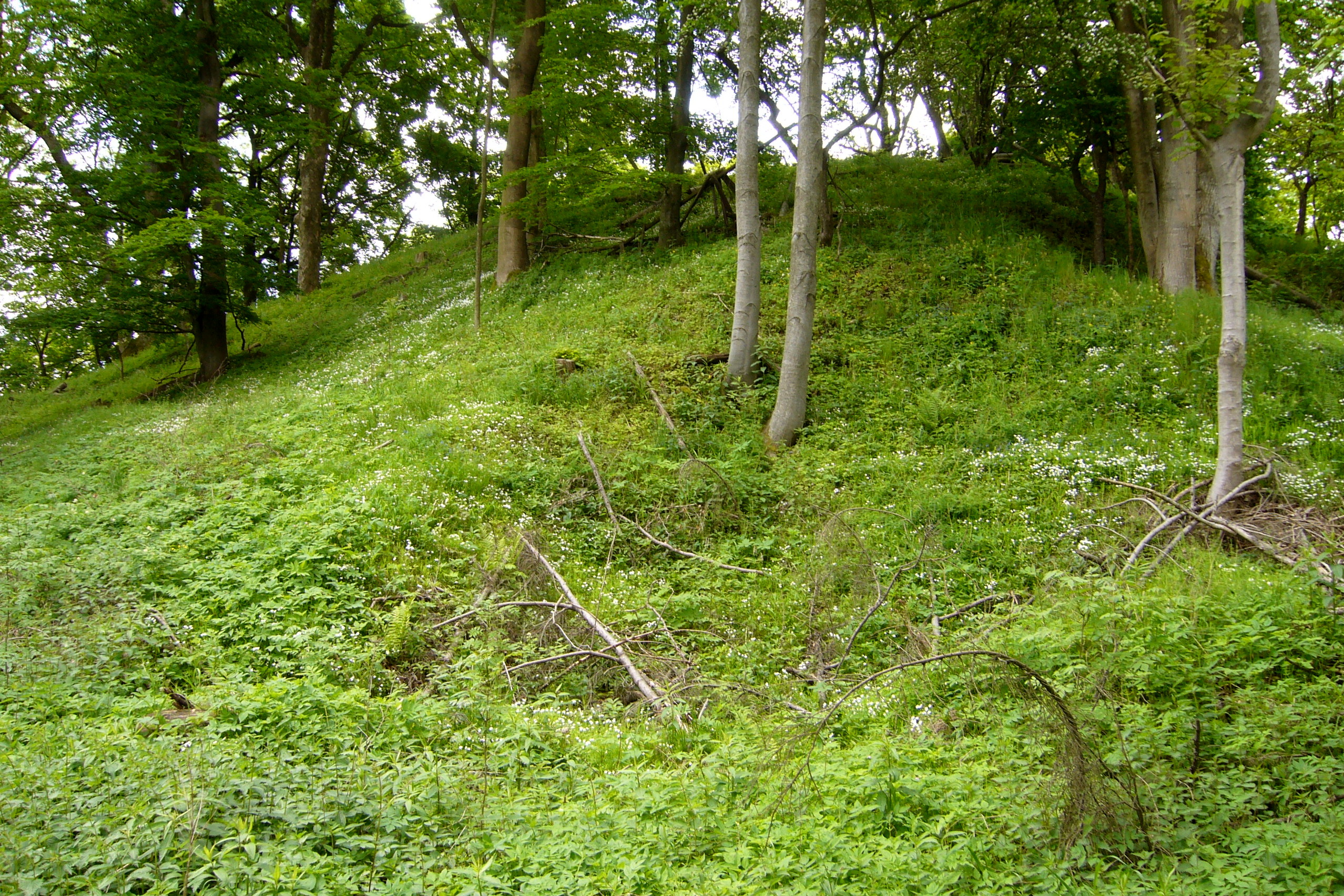
Hradní jádro

Jediná písemná zmínka vztažená k hradu je až z roku 1520 a zmiňuje ho jako pustý zámek. Vzhledem k tomu, že hrad zanikl mnohem dříve, je pravděpodobnější, že se zpráva vztahuje k nedalekému dvoru Malešín. Archeologické nálezy pocházejí ze druhé poloviny 13. století.
Rod vladyků z Malšína známe až z roku 1379. Poloha vesnice Malšín, která pravděpodobně zanikla během válek za Jiřího z Poděbrad, není známá a sídlo rodu se obvykle klade do blízkosti malešínského dvora. S hradem také může souviset nedaleká vesnice Čbán, jejíž jméno by mohlo být odvozeno od tvaru hradního návrší. Původní vesnice Čbán zanikla a její polohu neznáme. Je možné, že ležela blíže k hradu a tvořila jeho zázemí.

## Stavební podoba
Hrad stál na výrazném čedičovém kuželu, který o 15 m převyšuje své okolí. Malé části návrší byly zničeny těžbou kamene. Dosud znatelná cesta vystoupila po východním úbočí do příkopu, který odděloval hradní jádro od valovitého opevnění na jižní straně. V jádře se nedochovaly žádné stopy zástavby a případné terénní útvary souvisí se stavbou zaniklé triangulační věže. Absence stavebních hmot a stop požáru nasvědčují, že hradní stavby byly dřevěné a zanikly bez požáru.

## Přístup
Hrad je nejlépe dostupný po účelové komunikaci od Stříbrného mlýna k samotě Liška, od které vede lesní cesta k severu. Před okrajem lesa stačí přejít louku a dojít k hradnímu návrší vzdálenému asi 100 m od kraje lesa.